# Première dame de Turquie
La Première dame de Turquie (en turc : Türkiye Cumhurbaşkanı'nın eşi), est le titre officieux attribué à l'épouse du président de la république de Turquie.

## Liste des Premières dames
| #  | Nom             | Époux                 | Période     |
| -- | --------------- | --------------------- | ----------- |
| 1  | Latife Uşşaki   | Mustafa Kemal Atatürk | 1923 - 1925 |
| 2  | Mevhibe İnönü   | İsmet İnönü           | 1938 - 1950 |
| 3  | Reşide Bayar    | Celal Bayar           | 1950 - 1960 |
| 4  | Melahat Gürsel  | Cemal Gürsel          | 1960 - 1966 |
| 5  | Atıfet Sunay    | Cevdet Sunay          | 1966 - 1973 |
| 6  | Emel Korutürk   | Fahri Korutürk        | 1973 - 1980 |
| 7  | Sekine Evren    | Kenan Evren           | 1980 - 1989 |
| 8  | Semra Özal      | Turgut Özal           | 1989 - 1993 |
| 9  | Nazmiye Demirel | Süleyman Demirel      | 1993 - 2000 |
| 10 | Semra Sezer     | Ahmet Necdet Sezer    | 2000 - 2007 |
| 11 | Hayrünnisa Gül  | Abdullah Gül          | 2007 - 2014 |
| 12 | Emine Erdoğan   | Recep Tayyip Erdoğan  | Depuis 2014 |